# 달콤한 거짓말
"달콤한 거짓말"은 2008년에 개봉한 대한민국의 로맨틱 코미디 영화이다.

## 캐스팅
- 박진희 : 한지호 역
- 조한선 : 박동식 역
- 이기우 : 강민우 역
- 김동욱 : 한지훈 역
- 조진웅 : 정한상 역
- 최은주 : 고은숙 역
- 김광규 : 친절한 PD 역
- 정성호 : 친절한 AD 역
- 최희선 : 친절한 작가 역
- 권태원 : 예능국장 역
- 양희경 : 동식엄마 역
- 김혜지 : 공주여학생 역
- 박선민 : 소식통여학생 역
- 김유빈 : 비호감남학생 역
- 최아람 : 삭은 남학생 역
- 안은정 : 혜림 역
- 민경진 : 타자아저씨 역
- 최성웅 : 투수아저씨 역
- 최진호 : 의사 역
- 이화순 : 주방 / 시식대아줌마 역
- 조석현 : 상사 역
- 오우정 : 여직원 역
- 강문희 : 의뢰자 역
- 성제 : 패스트푸드알바생 역
- 김성현 : 바종업원 역
- 김범수 : 동네주민 역
- 권휘수 : 어린 지호 역
- 최은수 : 어린 동식 역
- 정채은 : 초등 지호 역
- 정찬우 : 초등 동식 역
- 연준석 : 중등 동식 역
- 이시원 : 초등 반장 역
- 김준수 : 남자아이 역
- 정다빈 : 여자아이 역
- 이문하 : 막내작가 1 역
- 이다연 : 막내작가 2 역
- 박순호 : FD 역
- 변현석 : 야구부감독 아들 역
- 허정은 : 간호사 역
- 제정경 : 우체국여직원 역
- 유세희 : 동식 엄마(과거) 역
- 손영재 : 쇼호스트 역
- 권관오 : 수퍼아저씨 역
- 반혜라 : 세탁소 아줌마 역
- 오유림 : 불량여고생 역
- 차소빈 : 불량여고생 역
- 신정윤 : 불량여고생 역
- 박영진 : 불량여고생 역
- 손희선 : 불량여고생 역
- 이정현 : 불량여고생 역
- 이지인 : 고교동창생 역
- 김연진 : 고교동창생 역
- 김하영 : 고교동창생 역
- 박경태 : 고교동창생 역
- 신재열 : 고교동창생 역
- 이동민 : 고교동창생 역
- 이완호 : 코끼리다큐 성우 역
- 채민서 : 어린 지호 (목소리) 역
- 정재용 : 양자강 역 (특별출연)
- 김선아 : 첫사랑 선아 역 (특별출연)
- 김인석 : 방송MC 역 (특별출연)

## 수상
- 2009년 제23회 후쿠오카 아시아 영화제
  - 그랑프리 - 정정화